# Memoria democrática (España)
La memoria democrática se entiende como todas las acciones llevadas a cabo por el Gobierno de España, los gobiernos de las comunidades autónomas y de las entidades locales con el fin de reivindicar a las víctimas de la guerra civil española y de la dictadura de Francisco Franco.
Esta políticas se rigen de forma general por la Ley de Memoria Democrática, así como por otras de nivel regional y ordenanzas locales.

## Definición
Todas las iniciativas anteriormente mencionadas se enmarcan bajo la Ley de Memoria Histórica, promovida por el Gobierno socialista de José Luis Rodríguez Zapatero y aprobada por las Cortes el 26 de diciembre de 2007. Según Bianchini, “… varios gobiernos autonómicos se han dotado de legislaciones y herramientas específicas … que prevén, entre otras cosas, iniciativas de protección y patrimonialización de lugares emblemáticos de la represión, así como la catalogación y eliminación de símbolos franquistas”.  Asimismo, según la Generalidad de Cataluña, estas iniciativas abordan el concepto de Memoria Democrática como el rescate de los símbolos que representan los sufrimientos y las luchas del pueblo contra un régimen represivo en los ámbitos político, social y cultural.
Por otro lado, Iniesta aborda el concepto de memoria democrática como un cúmulo de experiencias individuales y colectivas que han llevado a conseguir un sistema democrático con una cultura política que se caracteriza por la defensa de la libertad y de la justicia, de los valores republicanos y de los derechos humanos. Esta definición hace mucho más claro lo que representa el concepto de Memoria Democrática más allá de acciones y propuestas de leyes: un patrimonio cultural intangible compuesto por historias, memorias, experiencias identificadas y pruebas de la voluntad de continuar con ímpetu disidente inspirado por valores democráticos.

## Memoria democrática por comunidad autónoma

### Memoria democrática en Andalucía
De acuerdo a la Junta de Andalucía: “La recuperación de la memoria democrática en relación con la Guerra Civil y la Dictadura Franquista plantea la dignificación, reparación y rehabilitación de las víctimas que sufrieron represión durante estos periodos”. Para esto se realizaron diferentes acciones como el proyecto Todos (...) los nombres, el cual permite a los familiares buscar, consultar y acceder a información relacionada con todas las víctimas y biografías; el proyecto Generaciones de plata, el cual busca dar a conocer a las personas aquellos científicos que fueron perseguidos por el régimen franquista además de crear materiales pedagógicos para la divulgación de esta información en contextos formales de educación, con el fin de garantizar una memoria democrática plena en el territorio. Otra acción desarrollada por la Junta Andaluza fue el desarrollo de la Ley de Memoria Democrática para Andalucía, la cual fue aprobada por el Consejo de Gobierno en octubre del 2015 y articula los siguientes puntos dentro de su reglamentación:
- El estatus de víctima de la Guerra Civil y del Régimen Franquista se otorgará a colectivos como a familiares de represaliados, niños robados, homosexuales, mujeres vejadas, además de las víctimas directas de las consecuencias de estos periodos de represión.
- La Junta Andaluza estará en la labor de apropiarse de los procesos de localización, exhumación e identificación de fosas con restos de víctimas.
- Se creará una comisión de la verdad que busque el esclarecimiento de los delitos que tuvieron lugar en el territorio andaluz en ese entonces.
- Se garantizará la inclusión de programas educativos sobre Memoria Democrática en todos los niveles educativos del pueblo andaluz.

### Memoria democrática en Cataluña
Al igual que en las otras comunidades autónomas, el periodo de tiempo que comprende la guerra civil española y la dictadura Franquista fue para la comunidad catalana una época de represiones y persecuciones violentas. La búsqueda de libertad y autonomía en esta región fueron características bastante notables en estos tiempos. Por esto, y con el fin de incentivar la construcción de una Memoria Democrática, la Generalidad de Cataluña creó el Memorial Democratic, una institución cuyo objetivo es “la recuperación, conmemoración y fomento de la memoria democrática durante el periodo entre 1931 y 1980”. Este instituto nació a partir de la promulgación de la Ley 13/2007, de 31 de octubre, la cual también instaura la función de esta institución de “velar por el conocimiento y mantenimiento de la memoria histórica de Cataluña, como patrimonio colectivo que testimonie la resistencia y la lucha por los derechos y las libertades democráticas”.